# Lull〜そして僕らは〜
「lull 〜そして僕らは〜」（ラル そしてぼくらは）は、Rayの楽曲。川田まみが作詞、中沢伴行が作曲を手掛けた。Rayの4枚目のシングルとして2013年10月30日にGENEON UNIVERSALから発売された。

## 音楽性
本曲は、テレビアニメ『凪のあすから』のオープニングテーマに起用された。
王道のアイドルポップやダンスチューンなど、様々なことに挑戦したアルバム『RAYVE』の後にリリースされたこともあり、収録に際しては初心に返るつもりで臨んだという。そのため自宅でのリハーサルの時点で制作者のことはあまり考えず、ただひたすらメロディのみ意識していたという。
歌詞は同アニメの主人公である先島光の視点で書かれており、レコーディング時もなるべく彼のもどかしい気持ちを投影したものの、Ray自身のカラーを明確にさせるため敢えてボーイッシュな感じにはしなかったという。

## シングルリリース
2013年10月30日にGENEON UNIVERSALから発売された。Rayのシングルとしては前作「Recall」から8か月ぶりのリリースとなる。
初回限定アニメ盤（GNCA-0309）・初回限定盤（GNCA-0310）・通常盤（GNCA-0311）・の3種リリースで、初回限定アニメ盤と初回限定盤には本曲のPVや『凪のあすから』のノンテロップオープニング映像などを収録したDVDが同梱されている。
2曲目「I'm MONSTERちゃん」は、現実に疲れた人をMONSTERちゃんになるよう勧誘する曲。作曲はゴールデンボンバー、GACKT、T.M.Revolutionのサポートを務めるIKUOが手掛けており、デモの時点でもIKUOの仮歌が入った重苦しいものだったが、三重野瞳とRayの2人が歌詞と歌を入れたことで現在の状態に落ち着いたという。

## シングル収録内容
| #         | タイトル                                                                  | 作詞      | 作曲      | 編曲               | 時間  |
| --------- | ------------------------------------------------------------------------- | --------- | --------- | ------------------ | ----- |
| 1.        | 「lull 〜そして僕らは〜」(テレビアニメ『凪のあすから』オープニングテーマ) | 川田まみ  | 中沢伴行  | 中沢伴行、尾崎武士 | 4:56  |
| 2.        | 「I'm MONSTERちゃん」                                                     | 三重野瞳  | IKUO      | IKUO               | 3:52  |
| 3.        | 「lull 〜そして僕らは〜（Instrumental）」                                 |           |           |                    | 4:55  |
| 4.        | 「I'm MONSTERちゃん（Instrumental）」                                     |           |           |                    | 3:51  |
| 合計時間: | 合計時間:                                                                 | 合計時間: | 合計時間: | 合計時間:          | 17:36 |

| #  | タイトル                                            | 作詞 | 作曲・編曲 |
| -- | --------------------------------------------------- | ---- | ---------- |
| 1. | 「凪のあすからPV」                                  |      |            |
| 2. | 「イメージビデオ（「lull 〜そして僕らは〜」ver.）」 |      |            |
| 3. | 「アニメノンテロップオープニング映像」              |      |            |
| 4. | 「lull 〜そして僕らは〜 (PV) -short size-」         |      |            |
| 5. | 「Special Spot」                                    |      |            |

| #  | タイトル                                            | 作詞 | 作曲・編曲 |
| -- | --------------------------------------------------- | ---- | ---------- |
| 1. | 「lull 〜そして僕らは〜（PV）」                     |      |            |
| 2. | 「PV Making」                                       |      |            |
| 3. | 「Special Spot」                                    |      |            |
| 4. | 「イメージビデオ（「lull 〜そして僕らは〜」ver.）」 |      |            |
| 5. | 「アニメノンテロップオープニング映像」              |      |            |

## チャート
| チャート（2013年）                | 最高位 |
| --------------------------------- | ------ |
| オリコン                          | 21     |
| Billboard JAPAN Hot 100           | 91     |
| Billboard JAPAN Hot Singles Sales | 21     |
| Billboard JAPAN Hot Animation     | 11     |